# Дороті Інак
Дороті Інак (англ. Dorothy Uhnak; 24 квітня 1930 — 8 серпня 2006) — американська письменниця детективного жанру. Відома кримінальними блокбастерами, працювала до того в Нью-Йорку у транспортній поліції. Була авторкою жорстких поліцейських процедур за участю детектива.
Інак була першою з поліцейських, які стали романістами, хоча вона так і не досягла високого авторитету Джозефа Уембо, а її персонаж, Крістін Опара, була предтечею жорстких жінок-детективів, створених надалі такими письменницями, як Марсія Мюллер або Сара Парецкі.

## Біографія
Народжена як Дороті Голдштейн; виросла по сусідству з 46-ю поліцейською дільницею на Райер-авеню в Бронксі. Її батько, кінооператор, іноді працював у поліції. Як розказувала надалі Інак, вона безперервно гуляла дільницкю, хоча зазначала, що її «виганяли, коли траплялося щось цікаве».
Після навчання в Міському коледжі Нью-Йорка вона приєдналася до департаменту транспортної поліції Нью-Йорка в 1953 році. Двічі була нагороджена. Коли вона роззброїла і заарештувала набагато більшого за неї озброєного грабіжника, то це викликало великий розголос, який посилився, коли Інак виграла 125 доларів у телевізійній вікторині та віддала грошовий приз вагітній дружині злочинця, якого вона заарештувала.
На публікування її першої книги «Поліцейська» (1964) з нею уклало контракт видавництво Simon & Schuster. Нехудожня напівавтобіографія детально описує труднощі, з якими стикається жінка-поліцейська, від повсякденних упереджень до постійних домагань. Інак було особливо гірко через перешкоди в кар'єрі, з якими вона сама зіткнулася, маючи дочку.
Вона пішла з поліції в 1967 році після 14 років роботи там, щоб закінчити навчання в Коледжі кримінального правосуддя Джона Джея і писати художню літературу. У її першому романі «Приманка» (1968) з'явилася слідча апарату окружного прокурора Крістін Опара. Роман отримав премію Едгара від Товариства письменників детективного жанру Америки. Далі з'явилися ще два романи про Опару: «Свідок» (1969) і «Головна книга» (1970). Інак відмовилася від ідеї телесеріалу «Опара» за вказівкою Майкла Корді з видавництва Simon & Schuster, який хотів, щоб ще один розгалужений кримінальний роман наслідував успіх «Хрещеного батька» Маріо П'юзо. Він вирішив, що досвід Інак привнесе той самий реалізм, який зробив П'юзо таким популярним. Результатом став роман «Закон і порядок», який розповідає про історію трьох поколінь сім'ї нью-йоркських поліцейських. Він мав миттєвий успіх. Проте слава Інак ніколи не зрівнялася зі славою П'юзо, частково тому, що вона не була схильна до самореклами, а частково тому, що її книги були адаптовані виключно для телебачення. Серіал «Поліцейська» з Енджі Дікінсон у головній ролі до того ж мав лише заголовну схожість з книгою. «Приманка» була створена в 1974 році як пілотна серія телесеріалу, який так і не вийшов у виробництво, але наступного року «Головна книга» стала пілотною серією нового телесеріалу «Подаруй Крісті любов!», а Крістін Опара стала ім'ям чорношкірої жінки-детектива, яку грала Тереза Грейвс. Серіал тривав два роки, надаючи безліч можливостей відправити Грейвс під прикриттям як повію, екзотичну танцюристку або модель.
Знятий для телебачення фільм «Закон і порядок» 1976 року був більш автентичним, у головних ролях грали Даррен Макгевін, Кейр Дуллеа та Роберт Рід. У 1977 році Інак опублікувала свій найкращий роман «Розслідування», який, попри її часті заперечення, очевидно, був заснований на сумнозвісній справі Аліси Криммінс, засудженої за вбивство двох своїх дітей у 1965 році. Версія Інак примітна своїм неоднозначним фіналом. Це став епізод телефільму Коджак, в якому Кейт Нелліган знялася разом із Теллі Саваласом.
У її наступному романі «Лжесвідок» (1981) фігурувала помічниця окружного прокурора Лінн Джакобі. Роман був винятковим у деталях внутрішньої політики офісу прокуратури. Коли це стало основою телефільму, Джакобі, як і Опару, перетворено на персонажа-афроамериканку, яку зіграла Філісія Рашад.
Роман «Жертви» (1985), як і «Розслідування», заснований на сумнозвісному вбивстві Кітті Дженовезе в 1962 році, скоєному ножем у той час, як сусіди ігнорували крики жертви. Знову Інак намагалася створити неоднозначну кінцівку, але менш вдало. Вона повернулася до своїх власних коренів у фільмі «Історія Раєр-авеню» (1993), дія якого розгортається в її дитинстві і навіть зіграла епізодичне камео. Її останній роман «Коди зради» (1997) ознаменував повернення до режиму «Закон і порядок», де детально розповідається про конфлікти поліцейського під прикриттям із мафіозним корінням його сім'ї.
В останні роки Інак пережила ряд нещасних випадків, у тому числі, зламала ногу у 2004 році, і часто впадала у депресію. Вона скінчила життя самогубством, прийнявши велику дозу снодійних препаратів. Її дочка Трейсі розповіла New York Times, що мати часто говорила: «Ти не маєш вбивати себе сьогодні, ти можеш зробити це завтра». У неї залишилися чоловік Ентоні та дочка.

## Твори

### Романи з Крісті Опара
- The Bait (Приманка) (1968); (премія Едгара По)
- The Witness (Свідок) (1969);
- The Ledger (Головна книга) (1970).

### Інші романи
- Policewoman (Поліцейська) (1964)
- Law and Order (Закон і порядок) (1973)
- The Investigation (Розслідування) (1977)
- False Witness (Лжесвідок) (1981)
- Victims (Жертви) 1985
- The Ryer Avenue Story (Історія Раєр Авеню) 1993
- Codes of Betrayal (Коди зради) 1997